# Rupal (sommet)
Pour les articles homonymes, voir Rupal.
Le Rupal est un sommet de l'Himalaya situé au Pakistan. Sur son versant nord s'épanche le glacier de Rupal. Il donne son nom à la face du Rupal, la voie la plus difficile du Nanga Parbat (8 126 m) sur son versant méridional choisie par Reinhold Messner lors de sa première ascension en 1970.
La première ascension du Rupal a eu lieu en 1964.